# Hopferau
Hopferau – miejscowość i gmina w południowych Niemczech, w kraju związkowym Bawaria, w rejencji Szwabia, w regionie Allgäu, w powiecie Ostallgäu, wchodzi w skład wspólnoty administracyjnej Seeg. Leży w Allgäu, około 18 km na południe od Marktoberdorfu, przy autostradzie A7 i linii kolejowej Kaufbeuren–Füssen.

## Demografia
| Rok  | Liczba mieszk. |
| ---- | -------------- |
| 1970 | 724            |
| 1987 | 972            |
| 2000 | 1 062          |

## Polityka
Wójtem gminy jest Gregor Bayrhof, rada gminy liczy 12 członków.
|      | CSU | FWG | ÜWG | Razem |
| 2008 | 3   | 5   | 4   | 12    |
| 2002 | 4   | 5   | 3   | 12    |